# Ararat (comune)
Ararat (in armeno Արարատ?, in passato Davalu) è un comune dell'Armenia di 7 750 abitanti (2009) della provincia di Ararat.